# Petr Hajn
Petr Hajn (* 30. března 1935 Praha) je český právník a vysokoškolský pedagog, který je absolventem Právnické fakulty Univerzity Karlovy, kde studoval v letech 1954 až 1959. Po dokončení svých studií pracoval ve Škodě Plzeň jako podnikový právník. V roce 1967 získal titul doktor práv.
Od roku 1972 je vyučujícím na Právnické fakultě Masarykovy univerzity a v letech 1975–2001 vedl tamní katedru hospodářského práva, která byla později přejmenována na katedru práva obchodního. V osmdesátých letech byl prorektorem UJEP. V roce 1974 získal titul docent, v roce 1982 byl pak jmenován profesorem. V roce 2008 se stal Právníkem roku v oboru právo duševního vlastnictví.
Napsal řadu vysokoškolských učebnic i jiných odborných textů, které se věnují zejména problematice nekalé soutěže a reklamy, ale též sbírky svých esejí, např. Jak se píší knihy aneb lehkovážná vyprávění o vážné literatuře.
Profesor Hajn též působí jako advokát a člen Etického panelu České televize.